# Iraono Lase (Lahewa)
Iraono Lase is een bestuurslaag in het regentschap Nias Utara van de provincie Noord-Sumatra, Indonesië. Iraono Lase telt 1532 inwoners (volkstelling 2010).